# 學園創世 貓天！
《學園創世 貓天！》是岩原裕二的漫畫作品，在秋田書店「Champion RED」2006年7月號開始連載至2008年12月號，單行本全五集。

## 登場人物

### 叉美學園

#### 叉美學園學生會
為了保護叉美學園與其學生免於大妖怪‧火焰一幫的侵襲的存在，由成對者所組成的學生會。當然全部成員都有養貓。學生會的成員在左腕都帶有腕章。
早川優美〔廣播劇CD配音：平野綾〕
本作主角。1年級的女生。由於學生會沒有空缺，所以沒有正式成為其所屬成員。
勘助〔廣播劇CD配音：泰勇氣〕
優美所飼養的貓。雜種貓。4歲的公貓。戴著附有鈴鐺的紅色項圈。急性子。肩膀、屁股、尾巴有虎紋以及頭上的大傷痕是他的特徵。
秋藤燕〔廣播劇CD配音：下野紘〕
叉美學園學生會的書記長。2年級的男生。不論是對於人類女性、母貓都有很高的人氣。喜歡書。
櫻
燕所飼養的貓。純種的白貓。5歲的母貓。大和的親妹妹。項圈是粉紅色的緞帶。
蓮谷小鳥〔廣播劇CD配音：神田朱未〕
叉美學園學生會的副會長。3年級的女生。很有責任感。雖然矮小但是胸部很大。通稱「副會長」。
武藏丸〔廣播劇CD配音：園部好德〕
小鳥所飼養的貓。混種波斯貓。6歲的公貓。叉美學園的野貓們的老大。
日野出司〔廣播劇CD配音：平田宏美〕
叉美學園學生會的文化委員長。2年級的男生。矮小並且童顔。被公認為非常喜歡女性，為了女性非常的拼命。臉上總是帶著微笑。
來夢
司所飼養的貓。短毛種的蘇格蘭折耳貓。5歲的公貓。總是很想睡覺。
神尾伸〔廣播劇CD配音：鈴木達央〕
叉美學園學生會的會長。3年級的男生。通稱「會長」。
大和
會長所飼養的貓。純種的白貓。6歲的公貓。櫻的親哥哥。成對者的貓們的領導者一般的存在。
山本海也
叉美學園學生會的風紀委員長。3年級的男生。
翡翠
海也所飼養的貓。暹羅貓。6歲的母貓。稱呼飼主為「達令」。
青木二葉
叉美學園學生會的保健委員長。3年級的女生。
月光
二葉所飼養的貓。雜種的黑貓。7歲的公貓。全身都有傷痕是其特徵。

#### 其他叉美學園相關人物
桐姬〔廣播劇CD配音：山本麻里安〕
雙籠的公主。通稱公主。雙籠之地的守護者，以雙籠的結界將火焰封印。本人在1000年前就已經死了。變成幽靈後仍繼續與白雪一起封印火焰的力量。授予成對者力量的是她的思念體、本體在學園內的某處保護著結界。沒有人知道那個地方在哪。
白雪
公主的貓。和公主一樣在1000年前就已經死了、成為幽靈後仍然一直和公主在一起。雙籠之地的貓們是白雪的後裔。
棧道阿騎隆
蘭學者。叉美學園的創立者。1879年誕生，1962年死亡。在100年前將火焰完全封印，為了對火焰的『100年後我將會復活』的預言做出準備而創立了學園，將未來託付給成對者。在學園內有著他的銅像。
上村菜菜子〔廣播劇CD配音：水原薰〕
和優美同年級的朋友。1年級的女生。目前沒有養貓。

#### 野貓
叉美學園的地盤內沒有飼主的貓們。老大是武藏丸。知道成對者們的事情。
波太
左眼有黑圈的貓。因為目擊到九十九和螺蜘的密會、運氣很差地被螺蜘吃掉了。生活在舊校舍的圖書館。
新八
鼻子大大的貓。在尋找朋友波太的時候遇見了優美。名字是優美取的。

### 靈獸
火焰〔廣播劇CD配音：高階俊嗣〕
大妖怪貓又。有兩隻尾巴的黑貓，能夠自由變換體型大小。能夠自由操縱火焰的最古老的貓神，被稱做是所有貓的始祖。在古代曾經出現在埃及和中國，甚至曾經顛覆過一個文明。在從封印中解放之後，為了某些目的附身在烏鴉身上。
九十九一首〔廣播劇CD配音：土門仁〕
妖狐。火焰的手下，通稱火焰的右膝。收集擁有美麗頭髮的人類的頭的妖怪。對自己的長髮非常地自豪，如果輕視他的話就會被激怒。成對者的貓們稱其為野狐。
火焰教了他欺騙過小結界的方法，附身在叉美學園的訓導主任身上。能夠利用樹葉發動妖術。
訓導主任
叉美學園的訓導主任。身穿白色套裝與有特色的眼鏡的高個子男性。似乎並不知道與成對者有關的事情。喜歡說教，非常的多話，認為是為了學生著想。被九十九附身。
『召喚樹之葉』
喚醒在學園內被封印的靈獸的妖術。
『傳言樹之葉』
對在遠處的同伴傳話的妖術。也可以和對方相互溝通。
礬磑
豬突記稀勇的靈獸。巨大的豬。被上背著可以毀滅一切吸入的東西的石臼。被會長所打倒。

#### 五聖獸
繼九十九之後在現代甦醒的五隻強力的妖怪。各自附身在各個叉美學園的學生身上。因為多虧了九十九的力量而能夠存在於人世中，因此聽從他的指示，其實也有內心想要反抗的傢伙。
螺蜘
五聖獸之一。鐮蜘蛛螺蜘。能夠放出有強力黏性的絲，並且能夠操縱有著強力毒性的小蜘蛛。本體是看起來像是由蜘蛛和蜜蜂融合而成的樣子。同時擁有甲蟲的強勁、蜂的銳利、蜘蛛的靈活。在人類姿態時以巨大的毒鐮刀做為武器。食慾旺盛但因為被九十九禁止偷吃人類、因此不斷地找野貓來吃。最後被燕的弓箭貫穿，靈魂四分五裂。
高坂秋
被螺蜘附身的2年C班女生。
牙王
五聖獸之一。有著狼人般的外表。一擊就將堪助打倒、非常地強。儘管得到了人類的外表卻還是明顯地展現出狼的姿態。
沱邏玖
五聖獸之一。想要反抗九十九。擁有操控怨靈的能力。附身在體型壯碩的男學生身上。

## 出版書籍
| 冊數 | 秋田書店       | 秋田書店               | 東立出版社    | 東立出版社             |
| 冊數 | 發售日期       | ISBN                   | 發售日期      | ISBN                   |
| ---- | -------------- | ---------------------- | ------------- | ---------------------- |
| 1    | 2007年5月18日  | ISBN 978-4-253-23261-6 | 2008年2月29日 | ISBN 978-986-10-1406-7 |
| 2    | 2007年5月18日  | ISBN 978-4-253-23262-3 | 2008年2月29日 | ISBN 978-986-10-1407-4 |
| 3    | 2007年12月20日 | ISBN 978-4-253-23263-0 | 2008年3月25日 | ISBN 978-986-10-1408-1 |
| 4    | 2008年6月20日  | ISBN 978-4-253-23264-7 | 2008年9月12日 | ISBN 978-986-10-2095-2 |
| 5    | 2008年12月19日 | ISBN 978-4-253-23265-4 | 2009年4月3日  | ISBN 978-986-10-3013-5 |

## 備註
- 單行本第1集的內容與連載相比有經過大幅的修正

## 外部連結
- 秋田書店的官方網站（日文）